# Sulzer
Sulzer AG es una empresa suiza de ingeniería y fabricación industrial, fundada por Salomon Sulzer-Bernet en 1775 y establecida como Sulzer Brothers Ltd (Gebrüder Sulzer) en 1834 en Winterthur, Suiza. Hoy en día es una empresa que cotiza en bolsa con filiales internacionales. Las acciones de la empresa cotizan en el índice SIX Swiss Exchange y en diciembre de 2017 contaba con 14376 empleados.
Los puntos fuertes de Sulzer son el control de flujo y los aplicadores. La compañía se especializa en soluciones de bombeo y servicios para equipos rotativos, así como en tecnología de separación, mezcla y aplicación.
Los Hermanos Sulzer ayudaron a desarrollar la tejeduría sin lanzadera y su negocio principal era la fabricación de telares. Rudolf Diesel trabajó para Sulzer en 1879 y en 1893 Sulzer compró ciertos derechos sobre los nuevos motores diésel. Sulzer construyó su primer motor diesel en 1898.